# Regne de Tahití

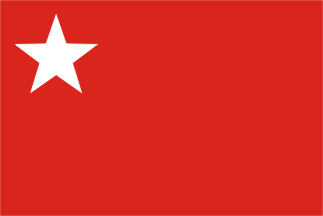
Primera bandera de Tahití, 1822. El color vermell era el símbol de poder representat pel maro 'ura, el cinyell de plomes vermelles

El regne de Tahití és el règim que va existir a l'illa de Tahití entre el 1815 i 1880, dominat per la dinastia dels Pōmare. Formalment, va començar quan Pōmare II es va proclamar "ari’i-nui-o-Tahiti" i es va acabar amb l'abdicació de Pōmare V que va lliurar el regne a França, tot convertint-se en colònia. A la pràctica, Pōmare I ja a partir del 1788 s'havia imposat sobre els altres caps ari’i de Tahití, especialment al poderós clan dels Teva, i és considerat l'iniciador de la dinastia.

## Regnes delsari’i
Abans de l'arribada dels europeus, els ari’i eren la casta superior d'un sistema sacralitzat per la divinització dels avantpassats i pel principi de la primogenitura. Els ari’i eren considerats com els descendents dels primers ocupants i tenien un gran poder en el seu domini. Des del seu naixement, l'infant ari’i heretava el seu títol, el protocol i, en principi, el poder, mentre que el pare es convertia en regent.
Tahití està dividit tradicionalment en districtes (fenua) formats per les valls (mataeina’a) que van des de les muntanyes de l'interior fins al litoral. Un ari’i regnava al seu districte, que podia consistir en dues o tres valls, però perdia els seus poders a l'exterior de les seves terres, si no és que existís alguna aliança matrimonial o que fos adoptat per l'ari’i d'un altre districte. En la seva presència, o simplement en presència d'un dels seus béns, els homes havien d'anar amb el tors nu i les dones es desvestien les espatlles. Era tabú tocar-los, o tocar un dels seus objectes, i trepitjar el mateix terra. Per això sovint eren portats a collibè.
Els ari’i es dividien en ari’i rahi o ari’i nui, els grans caps, i en ari’i ri’i o ari’i iti, els petits caps inferiors en rang que no tenien una genealogia tan noble. Només un dels ari’i rahi podia portar el maro tea, el cinyell groc religiós, i un altre el maro ’ura, el cinyell vermell polític. Un ari’i maro ’ura era el màxim prestigi nominal de l'illa.

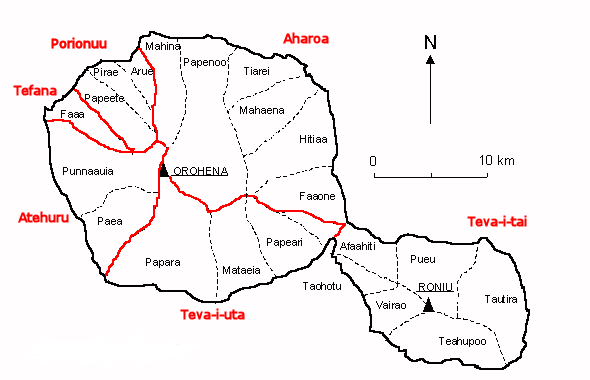
Federacions de Tahití al, en vermell

Al segle xviii, quan arribà Samuel Wallis a l'illa de Tahití, les aliances matrimonials i polítiques entre els ari’i formaven sis grans divisions territorials, o federacions:
- Teva-i-tai, a la península de Tahiti iti.
- Teva-i-uta, amb els districtes de Papara, Mateaia i Papeari, al sud de l'illa;
- Atehuru, amb els districtes de Paea i Puna’auia;
- Tefana, l'actual Fa’a’a;
- Porionu’u, amb els districtes de ’Arue i Pare que avui inclou el de Pape’ete;
- Ahoroa, que agrupa els districtes de la costa est.

El joc d'aliances entre els caps evitava les ambicions hegemòniques. Però el triomf del déu Oro sobre els altres déus del panteó tahitià representava una tendència al monoteisme i una evolució cap a una monarquia centralitzada. L'arribada dels europeus va trencar l'equilibri en pro de la federació que disposava dels millors ports i va accelerar l'evolució cap a un regne únic.

## El clan dels Teva

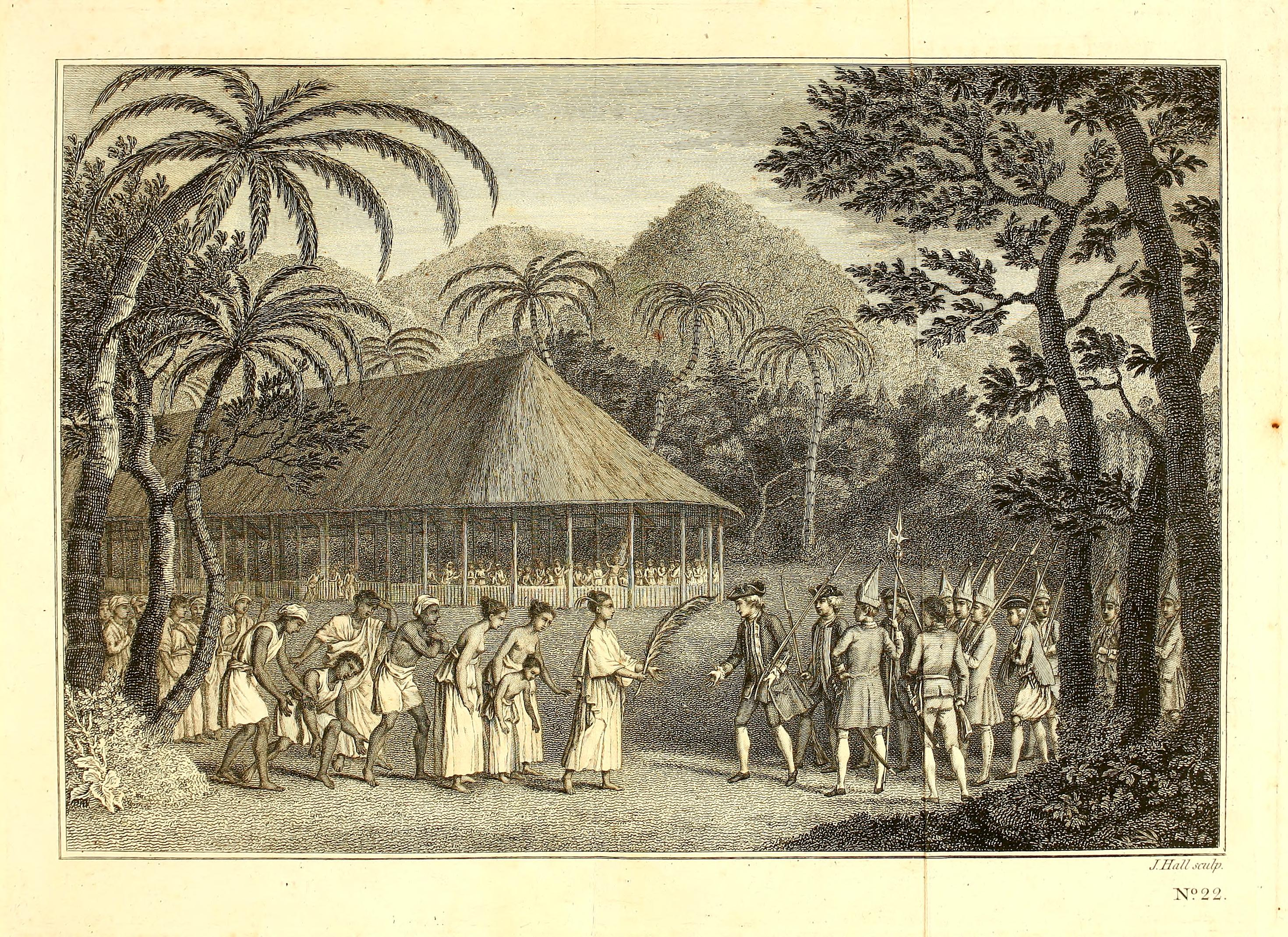
Samuel Wallis i la reina Purea, 1767

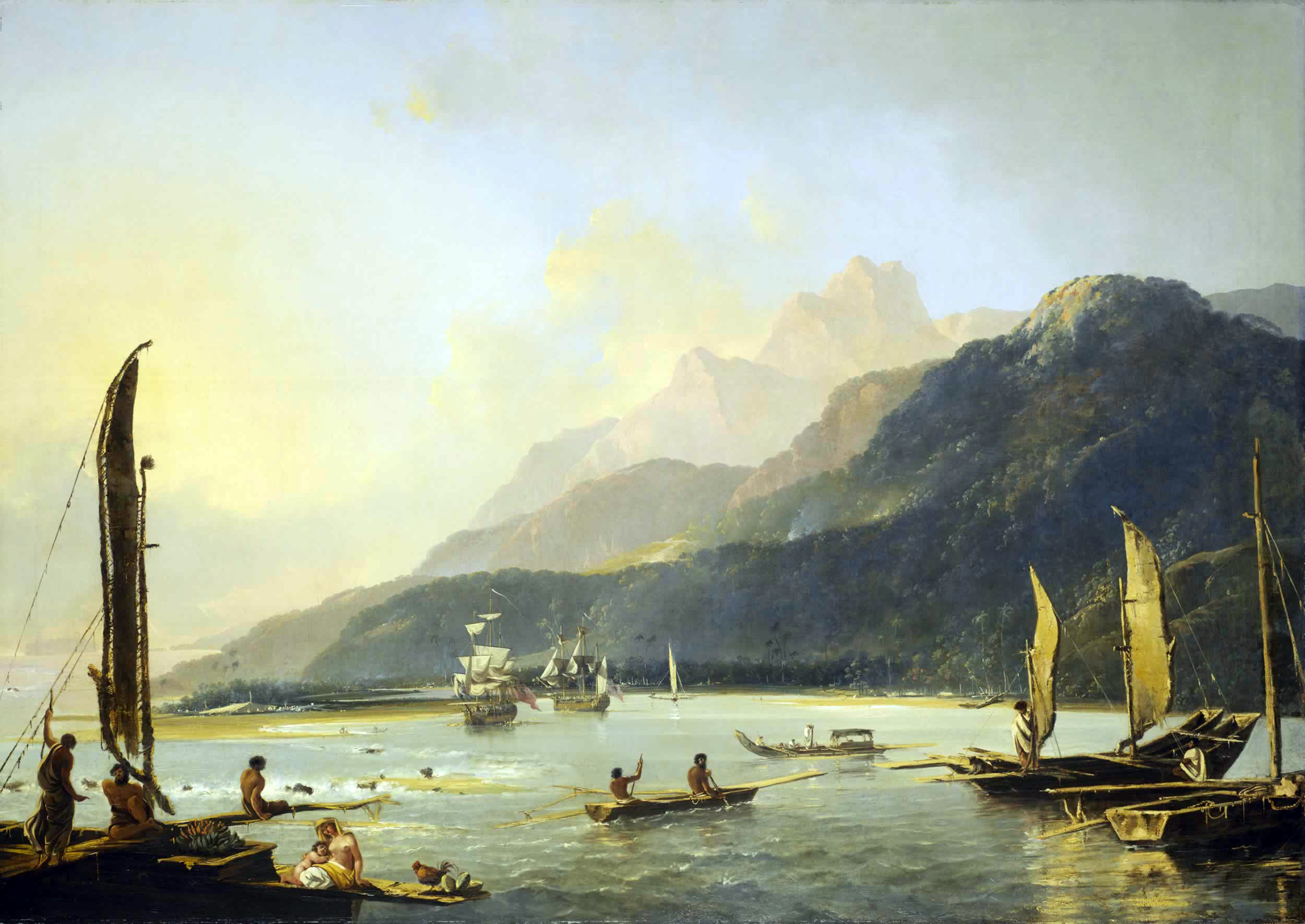
James Cook a la badia de Matavai, 1776

El 1767, quan arriba Samuel Wallis, Amo era l’ari’i rahi de Papara i el cap del clan dels Teva. El cercle d'aliances dels Teva dominava la federació dels Teva de l'interior (Teva-i-uta) i dels Teva de l'exterior o del mar (Teva-i-mai). L'ari’i de Papara era qui portava el maro tea i els dels dos districtes veïns s'alternaven el maro ’ura. El poder polític dels Teva units arribava pràcticament a tota l'illa i només els eren hostils els ari’i d'Aharoa. Però els seus caps eren de rang inferior als ari’i rahi i no podien aspirar al maro ’ura.
Wallis va ancorar a la badia de Matavai, a la federació d'Aharoa, però va ser rebut per Pure’a, la dona d'Amo, anomenada per Wallis com la reina de Tahití. Amo va organitzar l'atac al vaixell i va patir una derrota humiliant, ja que era el primer cop que s'enfrontaven contra armes de foc. Això va fer que caigués en desgràcia i va ser atacat pels caps de Teva-i-mai i d'Atehuru. Vehiatua es va convertir en el cap dels Teva i Tutaha d'Atehuru es va emportar el maro ’ura.
Quan arriba James Cook, el 1769, explica que a Tahití hi ha dos reis. Vehiatua és el més poderós, derrota a Tutaha i fa les paus amb Teu, l'ari’i de Porionu’u i pare del futur Pōmare I. Els seus successors, Vehiatua II (que va rebre les expedicions dels espanyols entre 1770 i 1776), Vehiatua III, Vehiatua IV i Vehiatua V, tindran diferents aliances amb els Pōmare.
Els Teva del districte de Papara, després de la ruïna d'Amo, van continuar donant grans ari’i que van influir en la història del regne de Tahití:
- Teri'i-rere va succeir el seu pare Amo, però va morir jove.
- Te-ma-ri’i (1772-1798) va participar en la secessió de Pōmare II contra Pōmare I. Els seus funerals van provocar una nova guerra entre els dos Pōmare.
- Opuhara va lluitar contra Pōmare II i va morir en la batalla de te Feipī el 1815.
- Tati (1773-1854) exerceix el poder real durant el regnat de Pōmare IV, derrota els mamaia i és el principal impulsor del protectorat francès.
- Ari’itaimai (1824-1897), neta de Tati, és l'ari’i amb més honors i més respectada de la seva època. Amiga de Pōmare IV aconsegueix el seu retorn de l'exili després de la firma del protectorat.
- Tati Salmon (1850-1918), és conegut com l'últim gran cap de Tahití.
- Marau Ta’aroa (1860-1934), és la filla i d'Ari’itaimai i la dona de Pōmare V. És coneguda com l'última reina de Tahití.

## La dinastia Pōmare

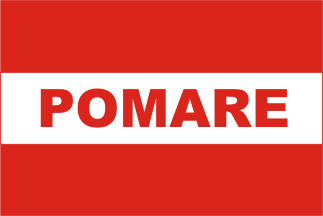
Estendard de la reina Pōmare

La familia Pōmare eren els ari’i de Porionu’u. Eren originaris de les illes Tuamotu, cosa que a Tahití era considerat poc noble. Portaven el títol de Tū en record del famós guerrer Tumakinomakino, originari d'Anaa i que va conquerir els atols veïns fins a Fakarava. Al final del segle xvii Tū es va instal·lar a Tahití on va ser adoptat pel cap del clan Porionu’u i va heretar els seus títols i terres. Va tenir una filla i dos nets:
- Ta’aroa Manahune, que es va casar amb una filla de Vehiatua, cap dels Teva, i serà l'avi del futur Pōmare I,
- Tutaha, ari’i rahi d'Atehuru. Va derrotar Amo i s'emportà el maro ’ura que després cedí a Pōmare I per aconseguir la seva aliança contra Vehiatua. Va morir en la batalla mentre que Pōmare i Vehiatua fan les paus que suposen l'inici de l'emergència de la dinastia Pōmare.

A pesar que els Pōmare no tenien una genealogia de les més nobles, van saber aprofitar els casaments polítics per relacionar-se amb els Teva i amb els ari’i de Mo’orea i de l'illa sagrada de Rā’iatea. Les circumstàncies polítiques van fer que es quedessin amb l'alta distinció del maro ’ura, encara que no eren els caps més poderosos de l'illa. Pōmare I va saber aprofitar l'arribada dels anglesos a la badia de Matavai, tot ocultant l'existència d'altres ari’i més poderosos i presentant-se com a rei. Va utilitzar els aventurers europeus com a mercenaris i va protegir els missioners rebent l'ajuda dels capitans dels vaixells que estaven de pas. Quan Pōmare I cedí els seus títols a Pōmare II, no era més que l'ari’i rahi de Porionu’u, però com a regent va contribuir a l'expansió del seu fill.
Pōmare I, com a regent i amb l'ajuda dels amotinats del Bounty, va derrotar el 1791 a les armades de Mo’orea, d'Atehuru i de Teva-i-tai. En una segona rebel·lió el 1792, derrotà amb l'ajuda de mercenaris europeus, Vehiatua IV de Teva-i-tai i a Temari’i de Teva-i-uta. El 1797 esclatà la guerra entre els dos Pōmare, recolzats cadascun per diferents ari’i, fins que Itia, la mare de Pōmare II, aconseguí un acord. El 1802 en la guerra de Rua els Pōmare aconseguiren d'imposar-se de nou gràcies a l'arribada oportuna de tres vaixells mercants anglesos.
Quan mort Pōmare I, el 1803, Pōmare II és el cap més important de l'illa, però el seu poder és discutit pels ari’i d'Aharoa i Teva-i-uta. En una nova rebel·lió Pōmare II s'hagué de refugiar a Mo’orea, i Tahití visqué entre 1808 i 1815 sota el règim del hau manahune, literalment el "govern del poble", que suposava el retorn a l'administració autònoma i tradicional de cada districte.
Finalment Pōmare II s'imposà a la batalla de Te Feipī, el 1815, la qual cosa suposà la fi del poder dels ari’i. S'acabava de convertir al cristianisme i es proclamà solemnement rei a l'estil cristià i europeu adoptant el nom oficial de Pōmare II. El seu regne estengué, a més de Tahití, a les illes del Vent i a Huahine, i nominalment a les illes Tuamotu considerades com una dependència de Tahití.
Pōmare Vahine, la mare de Pōmare III, va exercir la regència de forma dèspota. Per culpa de les tributs comercials que va establir, va ser destituïda pels missioners i pels capitans dels mercants.
Pōmare IV va incloure al regne les illes de Rā’iatea i Porapora, però va haver d'acceptar el protectorat francès que va imposar Abel Aubert Dupetit Thouars en 1843 després de l'afer Laval i Caret. Així i tot va regnar amb dignitat durant cinquanta anys en una època de decadència, marcada pels missioners i l'alcoholisme. Finalment Pōmare V va abdicar entregant el regne a França.

## Reis de Tahití
- Pōmare I, ari’i rahi maro ’ura 1768-1791, regent 1791-1803.
- Pōmare II, ari’i rahi maro ’ura 1791-1808, ari’i rahi o Tahiti 1815-1821.
- Pōmare III, príncep hereu 1821-1824, rei 1824-1827.
- Pōmare IV, reina 1827-1877.
- Pōmare V, rei 1877-1880.